# Oskar Glöckler
Oskar Glöckler (* 29. Oktober 1893 in Stuttgart; † 27. Januar 1938 ebendort) war ein deutscher Bildhauer, Medailleur, Sportfunktionär und SA-Führer.

## Leben und Tätigkeit
Oskar Glöckler erlernte das Bildhauerhandwerk. Nach dem Beginn des Ersten Weltkriegs im Sommer 1914 meldete er sich als Kriegsfreiwilliger. Er geriet in britische Kriegsgefangenschaft, aus der er erfolglos zu fliehen versuchte. Er wurde darauf in ein Straflager in Afrika verbracht, aus dem er 1919 nach Deutschland zurückkehrte. In den ersten Nachkriegsjahren lebte Glöckler in materieller Not.
Im Oktober oder Dezember 1922 trat Glöckler der NSDAP bei. Eigenen Angaben zufolge war er im Sommer 1923 Führer der gesamten SA und Organisator des Nachrichtendienstes der NSDAP im Gau Stuttgart, der Informationen über politische Gegner und Juden zusammentrug. Nach Teilnahme am Hitlerputsch vom November 1923 wurde er polizeilich gesucht und verurteilt. Einem Nachruf von 1938 zufolge wurde Glöckler durch den Krieg und die Leiden der Gefangenschaft zur NSDAP geführt, nachdem er zu der Auffassung gelangt war, durch die Kriegsniederlage von 1918 um seine Lebenschance betrogen worden zu sein.
1925 zog Glöckler nach Berlin, wo er sich als Künstler verdingte. Von der NSDAP hatte er sich „durch lokale Zwistigkeiten enttäuscht“ damals vorläufig abgewandt. Zum 1. Januar 1931 schloss er sich, durch die Weltwirtschaftskrise wiederum in Not geraten, erneut der NSDAP an (Mitgliedsnummer 411.000). Nach eigenem Bekunden waren es die Publikationen von Joseph Goebbels, insbesondere sein Michael-Roman, die ihn erneut ins Lager der NSDAP führten.
Nach dem Machtantritt der Nationalsozialisten wurde Glöckler damit beauftragt, Kunstwerke zur Verherrlichung des neuen Regimes anzufertigen. So entwarf er im Sommer 1933 eine Gedenkmünze zur deutschen Schicksalswende, die die „nationale Erhebung und die Befreiung des deutschen Volkes von innerer Zwietracht und von Knechtschaft“ versinnbildlichen sollte und die von Hitler selbst genehmigt worden war. Mit einer im Herbst 1934 für ein SA-Gruppensportfest geschaffenen Plakette erregte er die Aufmerksamkeit von Goebbels, der ihm weitere staatliche Aufträge gab. In den folgenden Jahren entwarf und schuf er zahlreiche Skulpturen und Gedenkmünzen sowie Sportmedaillen, von denen viele mit Ehrenzeichen (u. a. vom Reichswehrministerium und vom Reichssportführer) ausgezeichnet wurden.
Seit 1933 fungierte Glöcker außerdem als Sportreferent im Stab der SA-Gruppe Berlin-Brandenburg unter Karl Ernst. Er führte dabei den Rang eines SA-Obersturmbannführers. Später wurde er in der SA noch zum Standartenführer und schließlich zum Oberführer befördert.
In den 1930er Jahren war Glöckler Abteilungsleiter der Reichskammer der bildenden Künste in Berlin und später Landesleiter der Reichskammer der bildenden Künste sowie als Nachfolger von Bernhard Pankok Direktor der Staatlichen Württembergischen Kunstgewerbeschule.
Nachdem ihm nachgewiesen worden war, dass er jahrelang als Teilnehmer des Ersten Weltkrieges das Eiserne Kreuz zu Unrecht getragen sowie zu Unrecht den Titel eines Professors geführt hatte, erschoss sich Glöckler im Februar 1938 in seinem Dienstzimmer in der Stuttgarter Kunstgewerbeschule am Weißenhof. Zeitzeugen zufolge soll er dazu gedrängt worden sein; die offiziellen Nachrufe übergingen diesen Umstand.